# Wireshark
Wireshark este aplicație de tip sursă deschisă care monitorizează pachete de date. Este utilizată pentru soluționarea problemelor în rețea, pentru analiza traficului, dezvoltarea produselor software și a protocoalelor de comunicare, în scopuri educaționale. Inițial, aplicația se numea Ethereal, dar în mai 2006 proiectul a fost redenumit în Wireshark din cauza problemelor legate de marca comercială.